# 이르쿠트

이르쿠트(러시아어: Иркут)는 러시아의 항공기 제조업체이며 본사는 모스크바 북부 행정구 아에로포르트구에 위치해 있다. 요격기/공격기인 수호이 Su-30의 제조사로 유명하다. 1932년 소련 자바이칼에서 "Irkutsk Aviation Plant"라는 사명으로 설립되었다. 러시아 정부는 이르쿠트를 미그, 일류신, 수호이, 투폴레프, 야코블레프와 합병시켜 통합항공기제작사라는 이름의 새로운 회사를 탄생시켰다.

## 제품

### 제조 제품
- 투폴레프 I-14
- 투폴레프 SB
- 페틀라코프 Pe-2
- 일류신 Il-4
- 예르몰라예프 Yer-2
- 투폴레프 Tu-2
- 투폴레프 Tu-14
- 일류신 Il-28
- 안토노프 An-12
- 안토노프 An-24
- 미코얀-구레비치 MiG-23
- 미코얀 MiG-27
- 수호이 Su-27
- 수호이 Su-30
- 수호이 Su-30
- 베리예프 Be-200
- 수호이 Su-30

### 설계 제품
- 야코블레프 Yak-28
- 야코블레프 Yak-130
- 야코블레프 Yak-152
- 이르쿠트 MC-21